# Jude Célestin

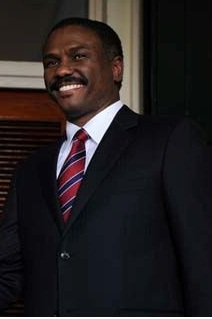
Jude Célestin (2011)

Jude Célestin (* 19. Juni 1962 in Port-au-Prince) ist ein haitianischer Politiker der Partei Inite-LAPEH. Er war einer von zwei Kandidaten, die bei den Präsidentschaftswahlen 2015 in die zweite Runde kamen, in der Jovenel Moïse siegte.

## Leben
Am 19. Juni 1962 in Port-au-Prince geboren, studierte er nach seiner Schulzeit Maschinenbau am Ecole polytechnique fédérale de Lausanne in der Schweiz. Bevor er Präsidentschaftskandidat im Jahr 2010 wurde, war er geschäftsführender Direktor des Nationalen Zentrums für Ausrüstung des Bauministerium.

## Politische Laufbahn
Célestin bewarb sich im Jahr 2010 um die Präsidentschaft Haitis. Er trat für die Partei der Einheit (INITE) von Präsident René Préval und mit dessen ausdrücklicher Unterstützung an. Keiner der Kandidaten kam im ersten Wahlgang über die notwendige 50-Prozent-Marke für eine Direktwahl. Dem Wahlrat zufolge konnte Mirlande Manigat die meisten Stimmen (31,37 Prozent) auf sich vereinen, gefolgt von Célestin (22,48 Prozent). Eine Stichwahl zwischen Manigat und Célestin war für den 16. Januar 2011 geplant, wurde aber auf unbestimmte Zeit verschoben, nachdem die Organisation Amerikanischer Staaten (OAS) Zweifel am Ergebnis des ersten Wahlgangs geäußert hatte.
Am 26. Januar 2011 gab Célestin bekannt, nicht mehr zur Stichwahl antreten zu wollen, um der Stabilität des Landes einen Dienst zu erweisen.
Bei der Präsidentschaftswahl in Haiti am 25. Oktober 2015 trat Célestin erneut für die INITE, nun gemeinsam mit der Ligue Alternative pour le Progrès et L'Émancipation Haïtienne (LAPEH), als Kandidat an. Er wurde im ersten Wahlgang mit 25,3 Prozent der Stimmen Zweitplatzierter hinter Jovenel Moïse, der 32,8 Prozent erzielte. Somit hatte kein Kandidat die absolute Mehrheit errungen. Der somit erforderliche zweite Wahlgang fand nicht statt, da die Wahl angefochten und schließlich annulliert wurde.
Die Präsidentschaftswahl in Haiti im November 2016 fand am 20. November 2016 statt und brachte Jovenel Moïse mit über 55 Prozent der abgegebenen Stimmen im ersten Wahlgang in sein Amt. Célestin war erneut Zweitplatzierter mit knapp 20 Prozent der Stimmen.
Im Dezember 2023 wurden Korruptionsvorwürfe gegen Célestin aus seiner Zeit als Direktor des Nationalen Zentrums für Ausrüstung laut.